# 屯内駅
屯内駅（トゥンネえき）は、大韓民国江原特別自治道横城郡にある韓国鉄道公社京江線の駅である。

## 駅構造
- 島式ホーム2面4線の高架駅。KTXは内側2線のみ使用している。

## 歴史
- 2017年12月22日：開業[1]。

## 隣の駅
韓国鉄道公社
京江線
横城駅 - 屯内駅 - 平昌駅